# Schönstedt
Schönstedt est une commune allemande de l'arrondissement d'Unstrut-Hainich, Land de Thuringe.

## Géographie
Schönstedt se situe dans le bassin de Thuringe.
La commune comprend le quartier d'Alterstedt, à l'est du parc national de Hainich.
| Mülverstedt        | Großengottern |                 |
| Weberstedt         | Schönstedt    | Bad Langensalza |
| Hörselberg-Hainich |               |                 |

Schönstedt se trouve sur la Bundesstraße 247 et la ligne de Gotha à Leinefelde.

## Histoire
Schönstedt est mentionné pour la première fois en 852.

## Personnalités liées à la commune
- Erhardt Gißke (1924-1993), architecte